# Cyrtoclytus tazoei
Cyrtoclytus tazoei är en skalbaggsart som beskrevs av Tatsuya Niisato 1987. Cyrtoclytus tazoei ingår i släktet Cyrtoclytus och familjen långhorningar. Inga underarter finns listade i Catalogue of Life.